# ویفا
ویفا (انگلیسی: Weifa) شرکت داروسازی نروژی است، که در سال ۱۹۴۰ تأسیس شد.